# Громче воды, выше травы
«Громче воды, выше травы» — дебютный студийный альбом группы «Каста», выпущенный лейблом Respect Production 22 апреля 2002 года.
Альбом состоит из 22 треков (16 композиций и 6 скитов) и создавался в ростовской домашней студии Влади в течение пяти лет: в период с 1997 по 2002 год. В записи альбома приняли участие группы «Бланж» («Людям вряд ли») и «Объединённая каста» («Раз на раз-два»), а также Маринесса, диктор Алексей Ляскало, Олег Груз и Сынтя. Саунд-продакшн (музыка, запись, сведение) для альбома сделал Влади при содействии диджея Хобота и Шыма («Сказка»).
Альбом изначально вышел на аудиокассетах и компакт-дисках в цензурной версии. Нецензурная версия альбома была выпущена спустя полгода, в октябре 2002 года, включая коллекционный диск без цензуры с 20-страничным буклетом. По состоянию на декабрь 2002 года альбом «Громче воды, выше травы» был продан в количестве 100 тысяч экземпляров, а по состоянию на апрель 2007 года — более 500 тысяч экземпляров, без учёта «пиратских» продаж. Альбом был переиздан на компакт-дисках в 2003 и 2007 годах.

## Запись альбома
В сентябре 2000 года началась запись совместного трека с группой «Бланж» (Мук и Мелкий), с которой группа «Каста» познакомилась на московском фестивале Adidas Streetball Challenge 9 сентября 2000 года. Трек получил название «Людям вряд ли». В это же время был записан ещё один трек — «Ростов-Папа» — сольный трек Хамиля с участием певицы Марины. В октябре-ноябре группой «Психолирик» (Шым, Влади) были записаны новые версии их старых треков 1997 года: «Бархатная пыль» и «Эй, бабка!!!» (про бабушку-спекулянтку из Батайска).
В декабре «Мелкий» из группы «Бланж» записал свой куплет для совместного трека с «Кастой». 20 декабря 2000 года группа «Каста» была приглашена в качестве жюри на московский фестиваль Rap Music 2000, но за несколько дней до фестиваля группа отказалась от участия, поскольку «их не устроило то, как их пригласили в это жюри». Позже главный редактор портала Rap.ru, Андрей Никитин, назвал это событие «началом конфронтации между Кастой и Валовым». В январе 2001 года было записано три новых трека.
В феврале 2001 года на сайте группы был выложен семплер 4 треков из будущего альбома: «Мы берём это на улицах» (видео версия), «Доставайте папиросы», «Рефлекс борьбы» и «Про Макса». Трек «Мы берём это на улицах» изначально был записан Влади в 1998 году и являлся его сольной песней в составе группы «Психолирик». Был выпущен в первом альбоме «Объединённой касты», «Трёхмерные Рифмы» (1999). Для альбома «Касты» второй куплет Влади исполнили Шым и Хамиль. В марте трек «Мы берём это на улицах» (видео версия) вышел на сборнике «Рэп. Рунет 2001 vol. 1» от лейбла Respect Production.
В апреле группа купила новое звукозаписывающее оборудование, на котором продолжила доделывать первый альбом Касты. Записывается трек «На порядок выше» и уже планируется съёмка клипа на него. По словам Влади, эту песню Шым писал про себя: «у него был такой период в жизни, когда он был близок к тому, чтобы остаться жить за границей». 8 мая группа выступила с песнями «Куда надо смотреть», «Про Макса», «Нашим пацанам посвящается», «Сказка» в московском клубе «Цеппелин» на презентации майского номера журнала «ОМ». 20 мая на фестивале «In Da House 2001» в Харькове был записан скит «Нашi люди, підiймайте руки» с участием Сынти.
31 августа группа выступила с песней «Куда надо смотреть» на фестивале «Battle Of The Year 2001» в Москве. 1 сентября группа выступила на фестивале Adidas Streetball Challenge. В сентябре были записаны три скита с участием Груза: «Давеча в трамвае…», «Клуб поэтов/Августовский дождь» и «Скрытый трек». В октябре в Ростов-на-Дону приехал московский диджей Хобот для создания скретчей в нескольких треках. В октябре группа закончила работу над своим новым треком «Горячее время» для саундтрека к фильму «Антикиллер». В поддержку выхода альбома 25 ноября был выпущен макси-сингл «На порядок выше», содержащий три версии песни, трек «Раз на раз-два» от «Объединённой касты», инструментальные версии, скретчи от DJ Хобота и одноимённый видеоклип. В январе 2002 года Влади открыл в Москве студию звукозаписи «Лаборатория». 8 апреля на сайте группы была объявлена окончательная дата релиза — 22 апреля. 23 апреля в московском клубе «Территория» состоялась закрытая презентация альбома «Громче воды, выше травы» для друзей и представителей СМИ. На пресс-конференции группа дала интервью сайту hip-hop.ru, а также рассказала о каждом треке альбома.

## Видеоклипы
1, 3 и 7 ноября 2000 года в Москве на Вологодском проезде был снят видеоклип на песню «Мы берём это на улицах» (режиссёр: Георгий Таидзе, Алексей Репников). Помимо самой группы «Каста» (Влади, Шым, Хамиль) в съёмках клипа приняли участие 70 человек. В качестве камео в клипе снялись участники «Объединённой касты» (Электроник, Панама, Кальян, Карабасс, Тэйквон и Марина), группы Ю.Г. (МэФ и Винт), «Семья Ю.Г.а» (Мандр, Проп и другие), «Бланж» (Мук и Мелкий), редакторы журнала «RAPпресс», Da Budz, D.O.B. (Sir-J и Симона Yori), Криптон, группа «На грани», Алексей «Guf/Rolexx» Долматов. По словам Влади, массовка набиралась в течение двух дней путём обзвона московских номеров из записных книжек. Премьера видеоклипа состоялась на телеканале «MTV Россия» 24 декабря 2000 года. На съёмках присутствовали корреспонденты программы «Стоп! Снято». Видеоклип победил в передаче «12 злобных зрителей».
6 августа 2001 года был снят видеоклип на песню «На порядок выше». Режиссёром стал Александр Солоха. Съёмки проходили на киностудии «Мосфильм» и в специальном павильоне, а также в грузовом лифте. Впервые клип был презентован на вечеринке Hip-Hop Party в клубе «Команчеро» в Ростове 7 сентября, а 15 сентября был показан в передаче «12 злобных зрителей» на телеканале «MTV Россия».
В декабре 2001 года родился сценарий для клипа на песню «Про Макса». В июне 2002 года был снят видеоклип на песню «Про макса», но только сама Каста участие в съёмках не принимала. Над ним работали режиссёр Глеб Орлов и оператор Влад Опельянц. Премьера клипа состоялась 11 июля на «MTV Россия» в программе «Тотальное шоу».
Все три видеоклипа находились в ротации чартов «Русская десятка» и «20 самых-самых» телеканала «MTV Россия».

## Реакция
Музыкальный критик журнала «ОМ», Ким Белов, отметил, что «слова» являются одной из самых сильных сторон группы. При этом песню «Про Макса» назвал пронизывающей криминальной драмой в духе фильма «Однажды в Америке», песню «Ростов-Папа» — городской элегией, а песню «Эй, бабка!!!» — смешной фолк-историей.
Обозреватель журнала «Афиша», Юрий Сапрыкин, похвалил музыку Влади, чьи грамотно подобранные семплы врезаются в память. В текстах группы Сапрыкин не нашёл особой криминогенности: «„Каста“ скорее находит удовольствие в игре словами, в аллитерациях и звукописи, нежели в разговорах по понятиям».
Журналист «Новой газеты», Юлия Санкович, назвала главный хит альбома — «На порядок выше» — душераздирающей песней про патриотизм, а тексты «Касты» — слишком откровенными:
Первый лазерный блин получился. Москва приняла «Касту» как явление. Опасность одна — острый московский дефицит искренности и оригинальности может заставить ребят переехать в столицу. Подальше от неприятных районов и жизненного дна. В таком случае нужный колорит рискует умереть при рождении. Первый удачный альбом может стать последним.
Обозреватель газеты «Коммерсантъ», Юрий Яроцкий, отметил в альбоме избыток ненормативной лексики и слова «пацаны», не слишком убедительное изложение философии в стиле «жизнь — не сахар», но при этом похвалил за музыку.
Музыкальный критик журнала «ОМ», Андрей Бухарин, оценил альбом на 5 из 5, добавив, что «ничего более сильного русские рэперы до сих пор не записывали».
Музыкальный критик информационного агентства InterMedia, Алексей Мажаев, рецензируя альбом, отметил отличное владение русским языком, интересные тексты и вдумчивую работу над аранжировками.
Музыкальный обозреватель журнала «Хулиган», Кирилл Островский, отметил хорошо продуманный музыкальный ряд, а содержимое альбома назвал буднями провинциальной молодёжи.

### Признание
В 2004 году главный редактор портала Rap.ru, Андрей Никитин, отметил, что выход альбома вознёс популярность «Касты» на невиданный прежде уровень: «ни одна рэп-команда в России не могла похвастаться таким плотным графиком концертов».
В 2007 году редактор российского издания журнала Billboard, Иван Иоссариан, в заметке об альбоме назвал его «лучшим диском Касты», который входит в число главных альбомов в истории отечественного хип-хопа.
В 2018 году редактор портала Rap.ru, Дмитрий Шевченко, назвал песню «На порядок выше» одним из самых знаменитых треков раннего периода творчества группы.
В 2018 году портал Rap.ru разобрал альбом на цитаты в своём интернет-опросе.

### Награды и списки
В 2007 году главный редактор портала Rap.ru, Андрей Никитин, поместил альбом в список главных альбомов русского рэпа: «Переломный альбом, до выхода которого считалось, что успешным может быть только рэп идущий на множество компромиссов с законами эстрады».
В 2009 году редакторы портала Rap.ru, Андрей Никитин и Руслан Муннибаев, поместили альбом в список «10 важнейших альбомов русского рэпа».
В 2018 году читатели портала Rap.ru выбрали песню «На порядок выше» лучшей в репертуаре группы.
В 2020 году вошёл в список двадцати главных рэп-альбомов 2000-х и 2010-х, составленный порталом The Flow.
В 2022 году занял 41-е место в списке лучших альбомов постсоветской музыки, собранный изданием «Афиша Daily».

## Список композиций
| №   | Название                                                 | Музыка                    | Исполняет                                                   | Длительность |
| --- | -------------------------------------------------------- | ------------------------- | ----------------------------------------------------------- | ------------ |
| 1.  | «Но пацанам из Касты…» (скит, 2001)                      |                           | Алексей Ляскало                                             | 0:27         |
| 2.  | «Куда надо смотреть» (2001)                              | Влади                     | Влади, Хамиль                                               | 3:42         |
| 3.  | «На порядок выше» (2001)                                 | Влади, DJ Хобот (скретчи) | Влади, Хамиль, Шым                                          | 3:58         |
| 4.  | «Фальшивые Эм Си» (2001)                                 | Влади                     | Хамиль, Влади, Шым                                          | 3:41         |
| 5.  | «Давеча в трамвае…» (скит, 2001)                         |                           | Груз                                                        | 0:37         |
| 6.  | «Эй, бабка!!!» (2000)                                    | Влади                     | Влади, Шым                                                  | 3:28         |
| 7.  | «Раз на раз-два» (feat. «Объединённая каста», 2000—2001) | Влади, DJ Хобот (скретчи) | Тэйк, Панама, Хамиль, Карабасс, Влади, Змей, Кактус, Кальян | 5:54         |
| 8.  | «Про Макса» (2000)                                       | Влади                     | Влади, Шым                                                  | 3:25         |
| 9.  | «Сказка» (2001)                                          | Шым                       | Шым                                                         | 5:15         |
| 10. | «Людям вряд ли» (feat. «Бланж», 2000—2001)               | Влади                     | Мук, Хамиль, Мелкий, Шым, Влади                             | 5:45         |
| 11. | «Из южной столицы России» (скит, 2001)                   |                           | Алексей Ляскало                                             | 0:21         |
| 12. | «Ростов-Папа» (2000)                                     | Влади                     | Хамиль, Марина                                              | 3:57         |
| 13. | «Бархатная пыль» (2000)                                  | Влади                     | Шым, Влади                                                  | 4:24         |
| 14. | «Клуб поэтов/Августовский дождь» (скит, 2001)            |                           | Груз, Шым, Влади                                            | 0:30         |
| 15. | «Доставайте папиросы» (1999—2000)                        | Влади, DJ Хобот (скретчи) | Хамиль, Влади, Шым                                          | 4:07         |
| 16. | «Нашi люди, підiймайте руки» (скит, 2001)                |                           | Сынтя                                                       | 0:08         |
| 17. | «Мы берём это на улицах» (1998—2000)                     | Влади, DJ Хобот (скретчи) | Влади, Шым, Хамиль                                          | 3:29         |
| 18. | «Рефлекс борьбы» (1999—2000)                             | Влади, DJ Хобот (скретчи) | Хамиль, Шым                                                 | 3:37         |
| 19. | «Нашим пацанам посвящается» (2001)                       | Влади                     | Шым, Влади, Хамиль                                          | 3:35         |
| 20. | «Язычество» (2001)                                       | Влади                     | Влади, Шым                                                  | 5:04         |
| 21. | «Последний трек» (2001)                                  | Влади                     | Влади, Хамиль, Шым                                          | 2:04         |
| 22. | «Скрытый трек» (скит, 2001)                              |                           | Груз, Шым                                                   | 0:16         |

### Семплы
В песне «На порядок выше» была использована мелодия Эннио Морриконе из песни «Poverty» (1984), в песне «Доставайте папиросы» — Телониуса Монка из песни «Bemsha Swing» (1953), а в песне «Мы берём это на улицах» — Джеймса Ласта из песни «Night in White Satin» (1991).

## Чарты и ротации
С августа 1999 по май 2001 года песни из первого альбома звучали в программе «Freestyle» на радио «Станция 2000».
В 2003 году песни «Мы берём это на улицах», «Рефлекс борьбы», «Эй, бабка!!!», «Людям вряд ли» (feat. «Бланж») и «Доставайте папиросы» группы «Каста» прозвучали в хип-хоп-передаче «Фристайл» на «Нашем Радио».
По данным интернет-проекта Moskva.FM, четыре песни из альбома — «На порядок выше», «Мы берём это на улицах», «Сказка» и «Людям вряд ли» (feat. «Бланж») — были в ротации нескольких российских радиостанций с 2008 по 2015 год.